# Куп домаћих нација 1890.
Куп домаћих нација 1890. (службени назив: 1890 Home Nations Championship) је било 8. издање овог најелитнијег репрезентативног рагби такмичења Старог континента.
Прво место су поделили Енглези и Шкотланђани.

## Такмичење
Велс - Шкотска 0-1
Енглеска - Велс 0-1
Шкотска - Ирска 1-0
Шкотска - Енглеска 0-1
Ирска - Велс 1-1
Енглеска - Ирска 3-0

## Табела
|   | Селекција                     | ИГ | Д | Н | И | ПД | ПП | ПР | Б |  |
| - | ----------------------------- | -- | - | - | - | -- | -- | -- | - |  |
| 1 | Рагби репрезентација Енглеске | 3  | 2 | 0 | 1 | 1  | 0  | +1 | 4 |  |
| 1 | Рагби репрезентација Шкотске  | 3  | 2 | 0 | 1 | 2  | 1  | +1 | 4 |  |
| 3 | Рагби репрезентација Велса    | 3  | 1 | 1 | 1 | 1  | 2  | -1 | 3 |  |
| 4 | Рагби репрезентација Ирске    | 3  | 0 | 1 | 2 | 1  | 2  | -1 | 1 |  |